# Semîhîniv, Strîi
Semîhîniv (în ucraineană Семигинів) este o comună în raionul Strîi, regiunea Liov, Ucraina, formată numai din satul de reședință.

## Demografie
Componența lingvistică a comunei Semîhîniv
     Ucraineană (99,65%)
     Alte limbi (0,18%)
Conform recensământului din 2001, majoritatea populației comunei Semîhîniv era vorbitoare de ucraineană (99,65%), existând în minoritate și vorbitori de alte limbi.